# Cis rapaae
Cis rapaae es una especie de coleóptero de la familia Ciidae.

## Distribución geográfica
Habita en Rapa.